# Lazzaro You Heung-Sik
Lazarus You Heung-sik O.M. (o Lazzaro; en coreano, 유흥식 라자로?; en hanja, 兪興植) (Nonsan-gun Chungnam, 17 de noviembre de 1951) es un cardenal católico surcoreano. Es el actual prefecto del Dicasterio para el Clero, desde junio de 2021. Es miembro del Movimiento de los Focolares.

## Biografía

### Primeros años y formación
Nació el 17 de noviembre de 1951 en Nonsan-gun Chungnam (Taejon). Recibió el bautismo a los dieciséis años. 
En octubre de 1976 se trasladó a Roma, donde se matriculó en la Pontificia Universidad Lateranense, obteniendo en 1983 el doctorado en Teología Moral.

## Sacerdocio
Recibió la ordenación sacerdotal el 9 de diciembre de 1979. 
Ejerció su ministerio sacerdotal en la diócesis de Daejeon, donde fue vicepárroco de la catedral; director de la casa de retiros Solmoe y del Centro Católico de Educación y Pastoral Diocesana, rector y profesor del Seminario Mayor de Taejon.

## Episcopado

### Obispo coadjutor de Daejeon
El 9 de julio de 2003 fue nombrado Obispo coadjutor de Daejeon por el papa Juan Pablo II, recibiendo la ordenación episcopal el 19 de agosto. El 4 de marzo de 2005 se convirtió en obispo de Daejeon.
El 29 de julio de 2007 fue nombrado miembro del Pontificio Consejo "Cor Unum" por el papa Benedicto XVI para un quinquenio. Participó en la XV Asamblea General Ordinaria del Sínodo de los Obispos sobre Los jóvenes, la fe y el discernimiento vacacional (octubre 2018).

### Prefecto de la Congregación para el Clero
El 11 de junio de 2021 fue nombrado prefecto de la Congregación para el Clero ad quinquennium por el papa Francisco, concediéndole la dignidad de arzobispo. En febrero de 2022 participó en la Universidad San Dámaso de Madrid, España, con una conferencia en la quinta edición de las jornadas de actualización pastoral para sacerdotes.
El 23 de noviembre de 2021 fue nombrado miembro de la Congregación para la Evangelización de los Pueblos ad quinquennium.
El 14 de marzo de 2022 fue nombrado miembro del Comité Pontificio para los Congresos Eucarísticos Internacionales ad quinquennium.
El 3 de mayo de 2022 fue nombrado miembro de la Congregación para el Culto Divino y la Disciplina de los Sacramentos ad quinquennium.
El 12 de julio de 2022 fue nombrado miembro del Dicasterio para los Obispos ad quinquennium.

## Cardenalato
Fue creado cardenal por el papa Francisco en el Consistorio celebrado el 27 de agosto de 2022, asignándole la Diaconía de Jesús Buen Pastor en Montagnola.
El 7 de octubre de 2022 fue nombrado miembro del Dicasterio para la Evangelización, del Dicasterio para el Culto Divino y la Disciplina de los Sacramentos y del Dicasterio para los Obispos ad quinquennium.
El 22 de noviembre de 2022 fue nombrado miembro del Dicasterio para la Cultura y la Educación ad quinquennium.
El 7 de marzo de 2023 fue nombrado miembro de la Sección para las cuestiones fundamentales de la evangelización en el mundo del Dicasterio para la Evangelización ad quinquennium.
El 20 de octubre de 2023 fue nombrado miembro del Dicasterio para los Textos Legislativos.
El 11 de abril de 2024 fue nombrado miembro de la Pontificia Comisión para el Estado de la Ciudad del Vaticano ad quinquennium.